# Galdino da Costa Vilar
Galdino da Costa Vilar (? — ?) foi sacerdote da Igreja Católica e político brasileiro.
Era natural de Taperoá, nascido na Fazenda Boa Vista da Carnaúba, fundada por seu avô, Bento da Costa Vilar, português oriundo da freguesia de Nossa Senhora do Vilar, do concelho de Vila do Conde, de quem descende toda a família Vilar da Paraíba, inclusive Ariano Suassuna.
Comandou ao lado do capitão Costa Ramos, a resistência armada aos revolucionários republicanos separatistas de 1824, que, através do sertão paraibano, tentavam chegar à província do Ceará. Deputado à Assembleia Geral, pela Paraíba, na primeira legislatura, de 8 de maio de 1826 a 3 de setembro de 1829.
Foi presidente da província da Paraíba, de 18 de julho a 20 de novembro de 1822 e de 16 de novembro de 1831 a 18 de setembro de 1832. Durante seu segundo mandato, deu-se a criação da Polícia Militar da Paraíba, em 3 de fevereiro de 1832, sob a denominação de Corpo de Guardas Municipais Permanentes.